# Castillo de Miravet
El Castillo de Miravet es una edificación del término municipal de Miravet. Situado en la cumbre de un cerro de unos 100 metros de alto, el castillo está considerado uno de los mejores ejemplos de arquitectura militar templaria de Cataluña. Es bien de interés cultural desde 1988.

## Descripción

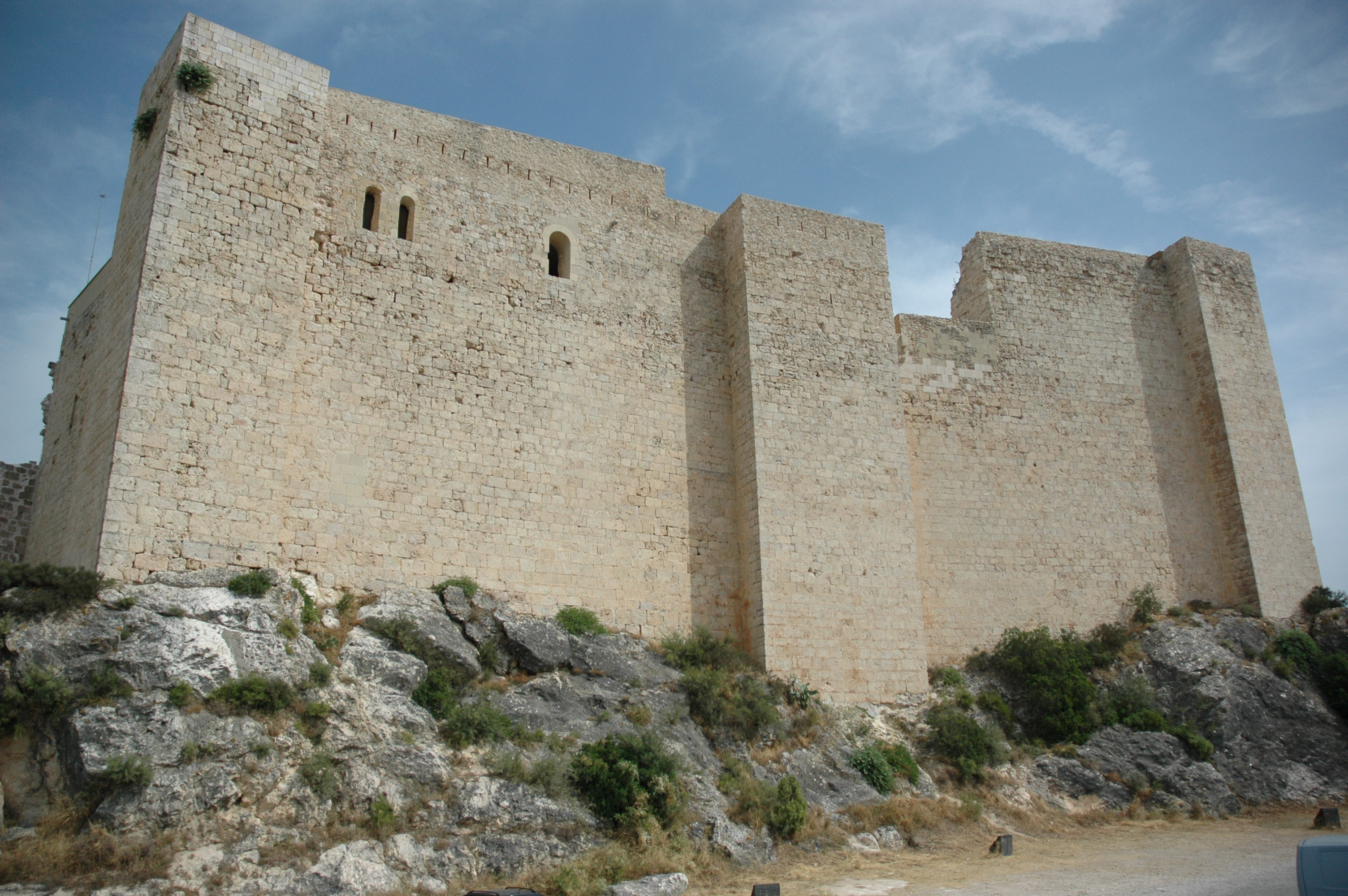
Muralla oeste del castillo.

El patio de armas del castillo de Miravet se divide en dos grandes recintos: el jussà (construido entre los siglos IX y XI), recinto andalusí amurallado distribuido en tres niveles escalonados, de más de doce mil metros cuadrados; y el recinto soberano (del siglo XII), de unos 2500 m², formado por una estructura poligonal con cinco torres, contrafuertes y un patio de armas en medio, alrededor del cual se distribuyen las dependencias siguiendo el modelo de planta de un monasterio típico cisterciense, adaptado para las funciones básicas militares. 
Con el tiempo se añadieron nuevas construcciones al interior, especialmente por adaptar el recinto a las nuevas armas. Las dependencias más destacadas son las caballerizas, la cisterna, el refectorio, la bodega y silos, la sala capitular y el templo románico. Una sala parece haber sido destinada 
La Torre del tesoro contenía el archivo de la orden y su tesoro; la Torre de la Sangre se llama así porque la leyenda dice que allí fueran ajusticiados los seis caballeros templarios que no se quisieron rendir en el 1308 (en realidad se rindieron, aun cuando un par de días más tarde que sus compañeros, y nada más fueran hechos prisioneros).
La restauración que se ha hecho a las paredes del patio de armas ha malogrado gravemente el castillo, con revocados finos y restauraciones con elementos modernos sin envejecer, por lo que el castillo ha perdido encanto aunque las restauraciones permiten hacerse idea de su estructura anterior.

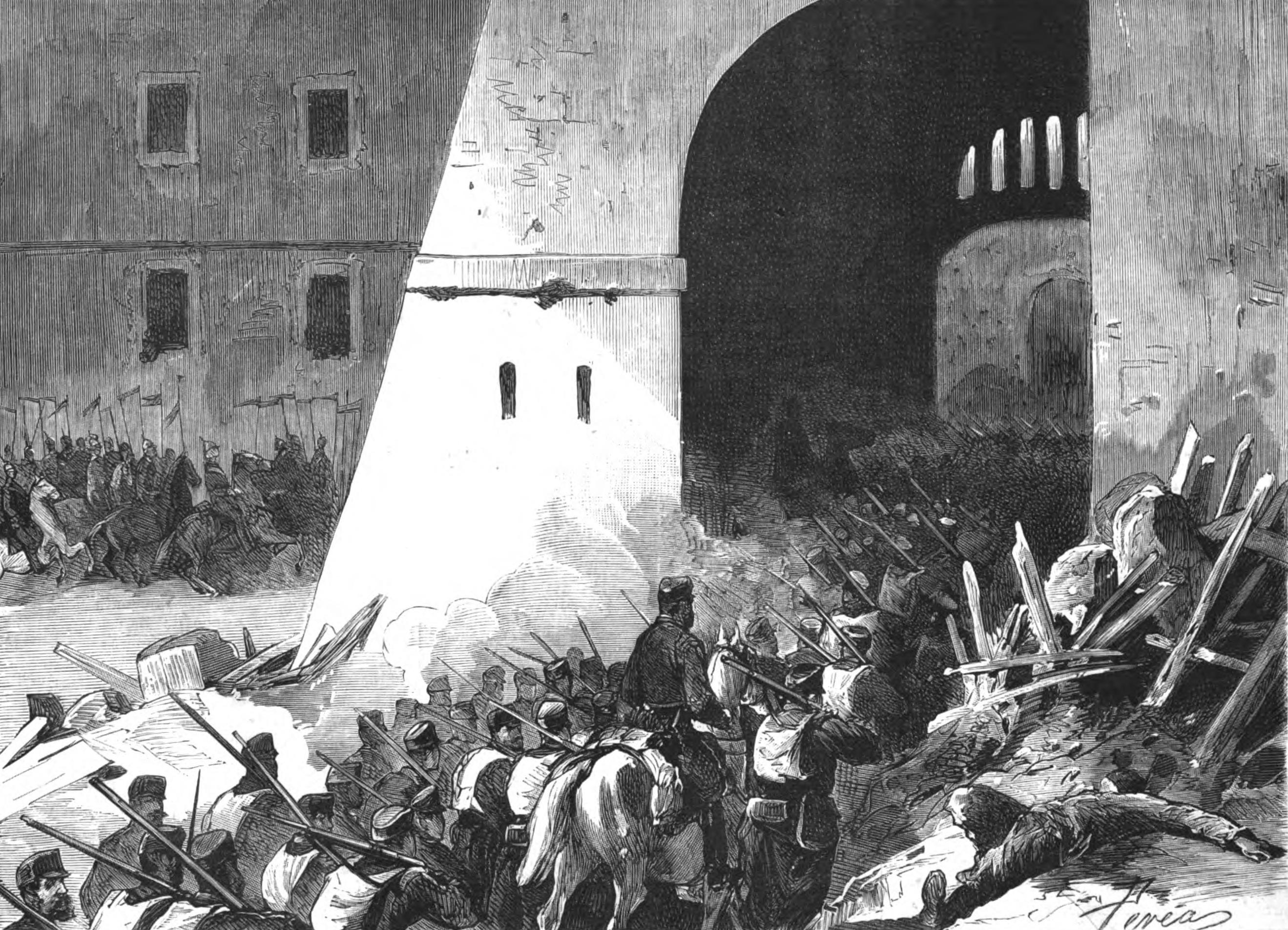
Entrada del general Martínez Campos en el castillo en 1875 durante la tercera guerra carlista
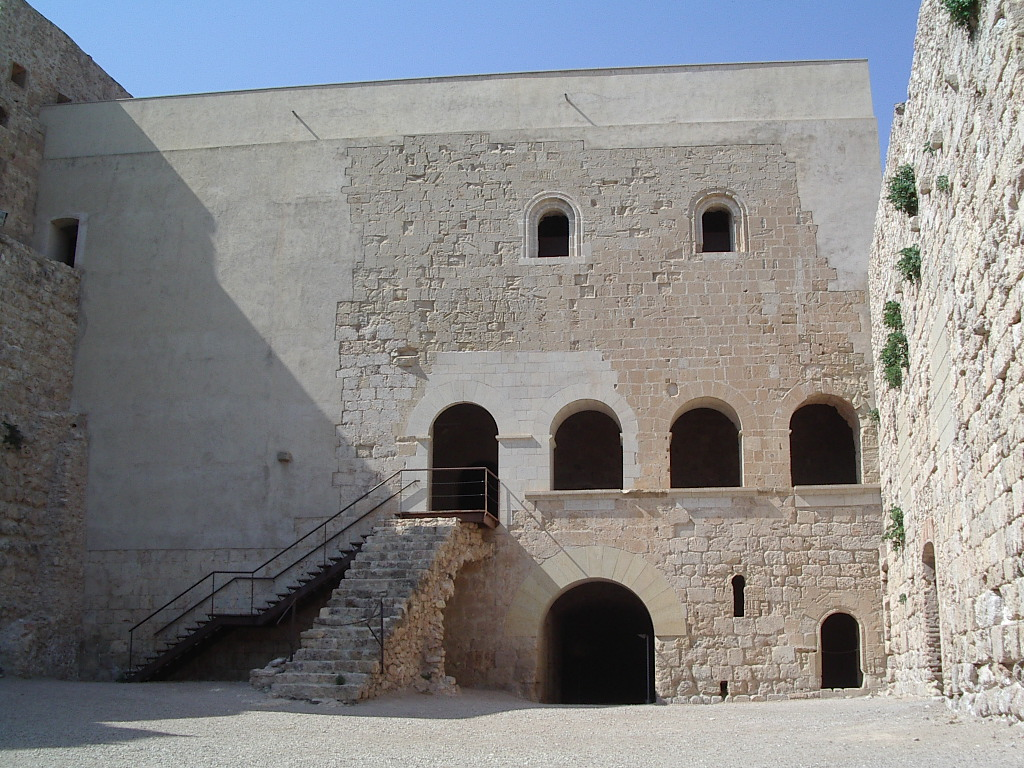
Patio de armas.
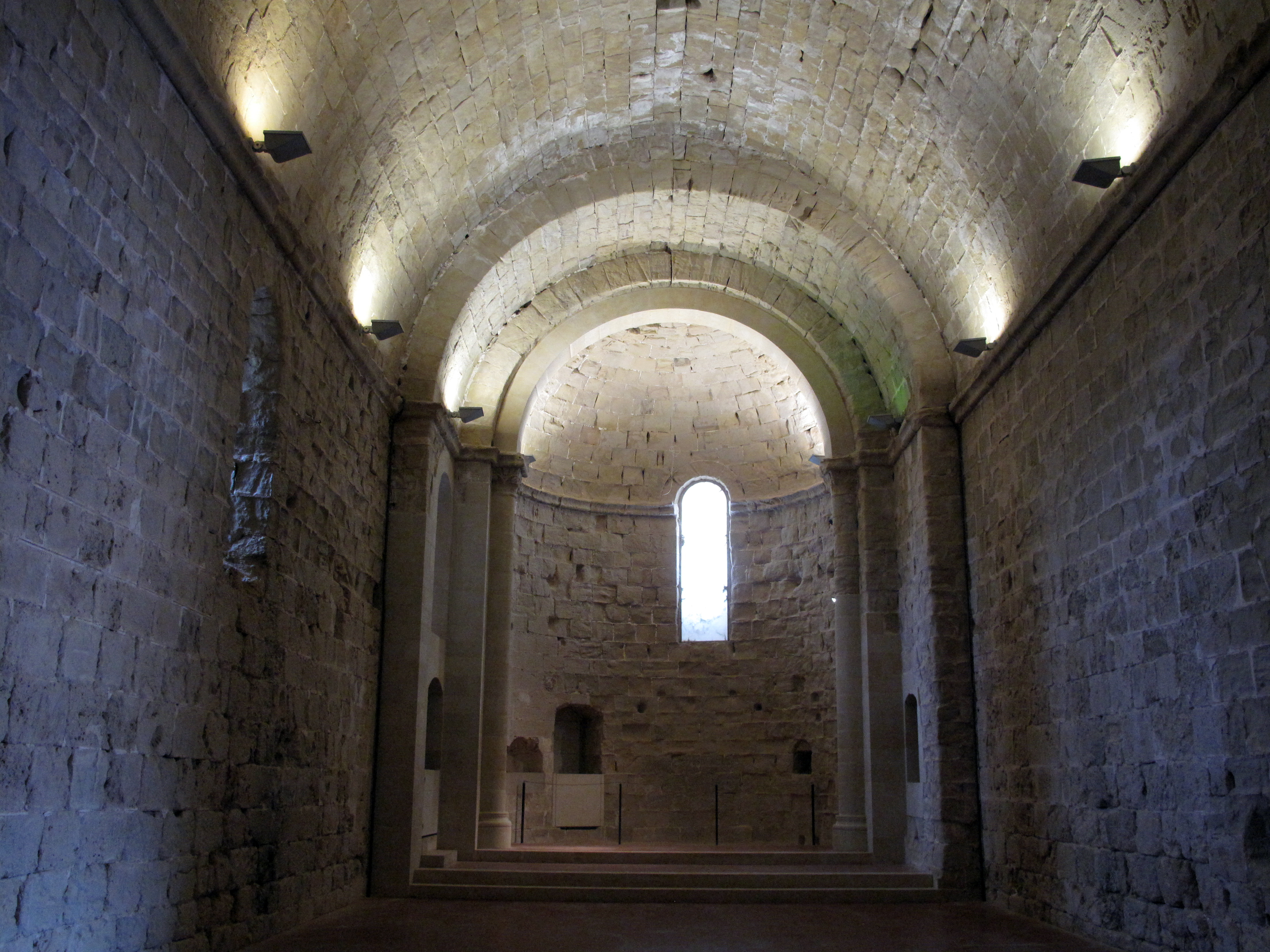
Iglesia.